# Панфиловы (купцы)
Панфиловы — русский род судогодских промышленников и купцов.

## Происхождение
Первым известным представителем династии был Емельян Панфилов, крепостной крестьянин князей Юсуповых.
Его потомки фактически являлись купцами: основали Тасовский стекольный завод в деревне Синцово, расположенной в 10 километрах от Эрлекса, где выпускали «хрустальную» посуду со шлифовкой, гравировкой, а позже построили еще более крупное стекольное предприятие в поселке Иванищи, но формально Панфиловы вплоть до середины XIX века оставались крепостными Юсуповых и вся их недвижимость числилась за князьями.
В 1849 году гофмейстер князь Борис Николаевич Юсупов скончался, а его вдова княгиня Зинаида Ивановна была дамой сумасбродной и с большими причудами. Получаемые со своих многочисленных имений, в том числе десятки тысяч рублей оброка с заводчиков Панфиловых, она тратила, не считая, потакая всем своим капризам.
Постоянно нуждаясь в новых суммах на свои капризы, княгиня Юсупова за огромный выкуп даровала Панфиловым вольную.
Панфиловы стали судогодскими купцами - вначале 2-й, а потом и 1-й гильдии.

## История
С 1825 года и в течение нескольких десятилетий Панфиловы возводили посреди леса огромную Троицкую церковь с колокольней, которая была закончена только в 1868 году.
Вплоть до революции церковными старостами в Эрлексе были представители семьи Панфиловых.
Панфиловы жили в центре поселка Иванищи. С юго-востока, к хозяйскому дому примыкал парк, затем «омут», на речке Вежницы с юго-восточной стороны, окаймлял одну сторону парка, а на левом берегу, напротив парка и дома стояла гута - главный цех завода.
На средства Панфиловых в 1879 году в селе Иванищи построена церковь в честь Покрова Пресвятой Богородицы, открыта церковно-приходская школа на 30 учащихся, построена больница на две койки и при ней аптека.
После революции заводы и другое недвижимое имущество были национализированы. Панфиловы были репрессированы, работали простыми хрустальщиками на своих бывших заводах.
Потомки купца 1-й гильдии Александра Львовича Панфилова переселились в Санкт-Петербург, где проживают и поныне.
Фамильный некрополь купцов Панфиловых находится около Троицкого храма в селе Эрлекс Гусь-Хрустального района Владимирской области (ранее Судогодский уезд Владимирской губернии)

## Заводы
В 1871 году братья Панфиловы основали "Торговый дом Панфиловых".
В 1832 г. открыт Перхуровский (Тасовский) хрустальный завод Судогодских купцов Льва, Василия и Ивана Семеновичей Панфиловых. В 1890 г. было рабочих: 118 мужчин, 4 женщины, 18 малолетних. Паровая машина, 15 сил; паровой котел; конный привод на 1 лошадь.
В 1845 г. открыт Иванищевский хрустальный завод купцов Льва, Василия и Ивана Семеновичей Панфиловых. В 1890 г. было рабочих: 145 мужчин, 21 малолетних. Паровая машина, 29 сил; паровой котел; конный привод на 1 лошадь. Училище на 30 учеников. Приемный покой на 2 кровати.
В 1880 г. открыт лесопильный завод купца Льва Семеновича Панфилова, при д. Избищи. В 1890 г. 2 водяных почвенных колеса, 12 сил; 12 рабочих.

## Родословная династии
Родословная судогодских купцов Панфиловых:
I
1. Емельян Панфилов, крепостной крестьянин князей Юсуповых
II
1. Василий Емельянович (1787 - июнь 1848)
III
1. Семен Васильевич (1810 - 1862)
2. Иван Васильевич (30.03.1821 - 19.11.1855)
IV
1. Лев Семенович, судогодский купец
2. Василий Семенович
3. Михаил Семенович (1833 - 1877)
4. Иван Семенович (1851 - январь 1896)
V
1. Александр Львович (1860 - 1920), жена Александра Петровна Тюленева (1886 - 1952)
2. Иван Михайлович (1852 - 1896)
VI
A. Нина Александровна (1904 - 1996), муж Николай Степанович Степанов (1893 - 1975), жили в Санкт-Петербурге
B. Лидия Ивановна (1886 - 29.06.1892), похоронена в Эрлексе